# Staroalejkacultuur
De Staroalejkacultuur (Russisch: Староалейская культура) is een archeologische cultuur van de vroege ijzertijd in Rusland, op de rechteroever van de regio Boven-Ob, uit de 6e tot 4e eeuw v.Chr.

## Geschiedenis van het onderzoek
De cultuur dankt haar naam aan de site Staroalejka-II. Ze werd voor het eerst beschreven door Maria Zavitoechina en Aleksej Oemanski, en door Joeri Kirjoesjin en Artoer Koengoerov "Staroalejka" genoemd.

## Verspreiding
In de 6e eeuw v.Chr. verdreven of assimileerden dragers van de Scythisch-Sakische-tradities uiteindelijk de vertegenwoordigers van de culturele tradities van de Irmen- en Bolsjeretsje-culturen in de regio Boven-Ob, waardoor de Staroalejkacultuur ontstond, die zich langs de Ob verspreidde van de monding van de Tsjarysj tot Kamen-aan-de-Ob. In het zuiden en oosten grensden de Staroalejkacultuur aan de Bystrjankacultuur, in het noorden met vertegenwoordigers van de Sjelokom-(Kizjir)-cultuur, in het westen met de Kamencultuur. Tegelijkertijd behield de Staroalejkacultuur belangfrijke  elementen van de voorafgaande Bolsjeretsjecultuur. De bevolking had een Kaukasisch uiterlijk met enkele Mongoloïde kenmerken. Etnisch gezien zouden de Staroalejka-mensen Oegriërs of Samojeden kunnen zijn.

## Huisvesting en economie
De nederzettingen besloegen grote gebieden, tot enkele hectares. Het overwegende aantal nederzettingen bevindt zich aan de rand van de uiterwaarden van de rivierterrassen van de Ob en haar zijrivieren; ze kunnen een lengte van 1 km bereiken. De cultuurlaag in de nederzettingen is arm. Vaste woningen worden vrijwel nooit gevonden.
De Staroalejka-mensen kozen plaatsen voor nederzettingen die brede steppegebieden op de bovenste terrassen, brede uiterwaarden en bosgebieden combineerden. Dit wordt verklaard door het feit dat vanwege de vochtigheid van het gebied en het onvermogen om nomadische veeteelt te bedrijven, de economie complex van aard was. Ze was gebaseerd op de veeteelt; de kudde werd gedomineerd door rundvee, met een kleiner aantal paarden en 10-15% schapen. De veeteelt werd aangevuld met visserij, jacht en verzamelen. De haklandbouw speelde een kleine rol.
Het weven en verwerken van hoorn en been was gebruikelijk. Er werden zeer weinig stenen werktuigen gevonden vanwege de geringe aanwezigheid van dit materiaal in de Barnaoel-Ob-regio. Om deze reden werden stenen werktuigen, na het breken, onderworpen aan secundaire verwerking en hergebruik als hamers, aambeelden en schuurwerktuigen.
Vondsten van hout, leer en berkenschors zijn zeldzaam.
Onder de metalen gereedschappen in vindplaatsen uit de 6e-5e eeuw v.Chr. domineren bronzen producten. IJzerproducten uit deze periode imiteren bronzen exemplaren, op de bladen van ijzeren messen bevinden zich bijvoorbeeld verstevigingsribben. Bij de Staroalejka-sites zijn sporen van bronsgieterijen gevonden, maar er is geen bewijs van ijzerproductie.

### Aardewerk
Het aardewerk wordt vertegenwoordigd door talrijk potvormig vaatwerk. In de Staroalejka-begrafenissen bevinden zich kleine kopjes met ronde bodems en peervormige kannen. De karakteristieke decoratie van het aardewerk is een rij "parels" in combinatie met rijen putafdrukken, inkepingen en minder vaak visgraten. In de nederzettingen vindt men meestal gesloten potten met een platte bodem, variërend van 10 liter of meer volume tot zeer klein.

## Begrafenisritueel
Net als bij de voorafgaande Bolsjeretsjecultuur overheersen vlakgraven, in tegenstelling tot de grafheuvels van de Scythische culturen. In sommige gevallen zijn er greppels rond de graven. De graven waren in rijen gerangschikt. De grafkamers waren rechthoekige ondiepe putten met verticale wanden. Binnenin de graven bevond zich een houten bekleding gemaakt van een rij planken of boomstammen. Boomstamgraven waren zeer zeldzaam. De overledene lag op zijn rug, met het hoofd naar het zuidwesten, armen en benen gestrekt. Bij mannelijke begrafenissen werd het lijk in de "ruiterhouding" gevonden; het komt ook voor dat de handen van de man op wapens rustten.
De begrafenissen laten geen sterke gelaagdheid in de welvaart in de samenleving zien. De grafgiften waren strikt afhankelijk van het geslacht en de leeftijd van de begraven persoon.
Bij de begrafenissen van jongens en jonge mannen werden sprongbenen gevonden, die werden gebruikt bij spelletjes of als amuletten. De vrouwelijke graven bevatten sieraden, spilkransen, rookvaten en spiegels.
Bij de begrafenissen van volwassen mannen werden wapens en delen van gordelsets aangetroffen. Bij zowel vrouwelijke als mannelijke begrafenissen vond men messen, meestal van brons, maar ook van ijzer.

## Politieke situatie
De afwezigheid van rijke grafgiften en gouden voorwerpen in de begrafenissen duiden op de ondergeschikte positie van de Staroalejka-samenleving, die zich onder de heerschappij van de naburige Kamencultuur bevond. In de 4e-3e eeuw v.Chr. assimileerde de Kamencultuur uiteindelijk de Staroalejkacultuur.